# Sour
Sour (estilizado en mayúsculas; en español: Agrio) es el álbum de estudio debut de la cantante y compositora estadounidense Olivia Rodrigo, publicado el 21 de mayo de 2021 a través de Geffen Records. Rodrigo declaró que el álbum explora los peligros y descubrimientos como joven de diecisiete años y el título hace referencia a las incómodas emociones «agrias» que experimentan los jóvenes pero de las que a menudo se avergüenzan, como la ira, los celos y el corazón roto. El estilo musical del álbum se inspira en los géneros y cantautores favoritos de Rodrigo.
Escrito por Rodrigo, junto a otros pocos colaboradores y producido por Dan Nigro, Sour es principalmente pop alternativo que yuxtapone canciones optimistas de rock alternativo y pop punk junto a baladas lo-fi, impulsadas por guitarras, pianos y sintetizadores. Su temática aborda temas centrados en la adolescencia, el romance fallido y el dolor del corazón contados desde las distintas perspectivas de Rodrigo. El álbum recibió aclamación universal de los críticos musicales, que lo consideraron un sólido debut y alabaron la versatilidad musical de la cantante, su honesto lirismo y su atractivo para la generación Z.
Tres sencillos precedieron al lanzamiento del disco: «Drivers License», el sencillo debut de Rodrigo y el principal del álbum, que alcanzó la aclamación y el éxito mundial, debutando en el primer puesto del Billboard Hot 100 de Estados Unidos y propulsando a Rodrigo a la fama. Le siguió «Deja Vu», que alcanzó el tercer puesto de la lista, convirtiéndola en la primera artista de la historia del Hot 100 en tener sus dos primeros sencillos dentro del top diez. «Good 4 U» se publicó una semana antes del álbum y debutó en el #1 de la misma lista. El cuarto sencillo, «Brutal» se lanzó el 23 de agosto de 2021, acompañado de un video musical promocional.
Complementando al álbum, fueron lanzados la película-concierto «Sour Prom» por YouTube y el documental «Driving Home 2 U» por Disney+. En la 64.ª edición de los Premios Grammy, el álbum y el sencillo «Drivers License» ganaron como mejor álbum pop y mejor canción pop, respectivamente, Rodrigo además ganó la categoría mejor artista nuevo. Rodrigo se embarcó en su primer gira de conciertos titulada como el «Sour Tour» de abril a julio de 2022. En el 2023, el álbum obtuvo la posición 358 en los 500 mejores álbumnes de todos los tiempos según Rolling Stone. A octubre de 2024, es el álbum por una artista femenina más reproducido en Spotify.

## Antecedentes
Olivia Rodrigo es una cantante y actriz estadounidense conocida por sus papeles principales en las series Bizaardvark (2016–2019) en Disney Channel y High School Musical: el musical: la serie (2019–2023). Grabó canciones para la banda sonora de esta última, incluyendo «All I Want», que recibió una certificación de oro de Recording Industry Association of America. En 2020, Rodrigo firmó con Geffen Records con la intención de lanzar su primer EP en 2021. Un amigo sugirió al compositor y productor estadounidense Dan Nigro que escuchara las canciones de Rodrigo en la banda sonora. Nigro quedó «completamente impresionado» y se puso en contacto con Rodrigo a través de Instagram, ofreciéndole trabajar con ella. El par se reunió para conocerse poco después de que la pandemia de COVID-19 afectara a Estados Unidos. Empezaron a colaborar después de encontrar la manera de trabajar de forma segura en el aislamiento. El 8 de enero de 2021, Rodrigo lanzó su sencillo debut, «Drivers License», producido por Nigro, que tuvo éxito comercial y crítico sin precedentes. Billboard declaró al sencillo como uno de los números uno más dominantes en la historia del Billboard Hot 100.
A finales de marzo de 2021, Rodrigo empezó a anunciar un nuevo sencillo archivando sus publicaciones anteriores en Instagram y publicando enigmáticos avances en sus redes sociales y, el 29 de marzo, anunció que se titularía «Deja Vu», fijando una fecha de lanzamiento de tres días después, asegurando a los fanáticos que el anuncio no era una broma del día de las bromas de abril. En la misma publicación, Rodrigo desveló el trabajo artístico de la canción. Tras su ascenso a la fama, Rodrigo declaró que lanzaría un álbum de estudio en lugar de un EP, después de que se sintiera insatisfecha con el alcance de un proyecto más corto cuando solo un álbum de larga duración podía ser «un verdadero reflejo de lo que puede hacer».

## Concepción
Rodrigo describió su ambición para su proyecto debut, Sour, como un trabajo «súper versátil» que mezcla principalmente los géneros pop, folk y rock alternativo, junto con elementos de pop punk, country y grunge. Afirmó que se inspiraba en las obras de sus cantautoras favoritas, como Alanis Morissette, Taylor Swift y Kacey Musgraves, y en el sonido «mohíno» y «angustioso» de grupos de rock como No Doubt y The White Stripes. Rodrigo también citó los gustos musicales de su madre, Jennifer, como influencia, ya que fue ella quien introdujo a la joven Rodrigo al metal, punk y rock alternativo de los años 1990.
La visión de Rodrigo para las letras del álbum era explorar una variedad de emociones «agrias» de las que las mujeres jóvenes «suelen avergonzarse», como la ira, los celos y la tristeza. El título del álbum hace referencia al concepto de que «las cosas increíbles» de la vida de Rodrigo «se van agriando progresivamente» a medida que se hace mayor, representando un «trozo» específico de su vida como joven de 17 años, «sus interminables dolores de crecimiento y sorprendentes descubrimientos». Según Rodrigo, la palabra «agriedad» tiene muchos significados diferentes y durante mucho tiempo intentó escribir una canción titulada «Sour», pero no lo consiguió, lo que le hizo darse cuenta de que se trata de un tropo «global» que abarcaba la parte agria de su vida. En una entrevista con Billboard, Rodrigo contó que intentó equilibrar las canciones «agrias» de su álbum debut con algunas canciones de amor, para evitar ser encasillada como «la chica del desamor»; sin embargo, finalmente abandonó la idea para preservar su autenticidad como compositora. Afirmó que el amor y la felicidad no eran las emociones que sentía al hacer el álbum.

## Música y letras
Sour ha sido descrito como pop que salta entre pop punk, pop alternativo y lo-fi con influencias de synth pop, dream pop y rock alternativo. Estilísticamente, el álbum abarca desde el enérgico rock de guitarras inspirado en los años 1990 hasta la tierna balada acústica impulsada por el piano y las guitarras de dedo. Sus canciones representan diferentes perspectivas de una misma historia de romance fallido. La composición de estas se caracteriza por temas de autoconsciencia sobre la ira y venganza, junto con las inseguridades y la vulnerabilidad de Rodrigo, utilizando letras detalladas.

### Canciones
La canción de apertura, «Brutal», fue descrita por Rodrigo como «angustiosa» y «con ritmo rápido». Jules Levefre, de Junkee, la calificó de «pop punk juguetón y fácil». Rodrigo también reveló que «Brutal» fue la última canción escrita para el álbum, describiéndola como una adición de «último minuto». Tiene guitarras y fue calificada de ser una «diatriba de adolescente angustiada» y «un deseo de desafiar cualquier expectativa pop que haya sido colocada [sobre Rodrigo] por fanáticos, amigos, ejecutivos o exparejas». «Traitor», la segunda canción, es una balada. Su letra se ha descrito como una «rabia y un regateo tras el duelo». Es la única canción del álbum y de toda la carrera de Olivia Rodrigo que contiene la coautoría del cantautor y músico británico Ed Sheeran.
La cuarta canción, «1 Step Forward, 3 Steps Back», interpola la línea de piano de «New Year's Day» (2017) de Taylor Swift. La canción «lamenta en la melodía». La novena canción, «Jealousy, Jealousy», ha sido descrita como «serpentina» y una «tormenta de rock alternativo similar a The Kills». La décima canción, «Favorite Crime», incorpora un conjunto de armonías por capas con un estilo folk. «Hope Ur Ok», la canción que cierra el álbum, ha sido calificada como una «bendición brillante para la gente con mala suerte que Rodrigo ha conocido» y el sonido del estribillo ha sido descrito como una «bendición».

## Promoción y lanzamiento

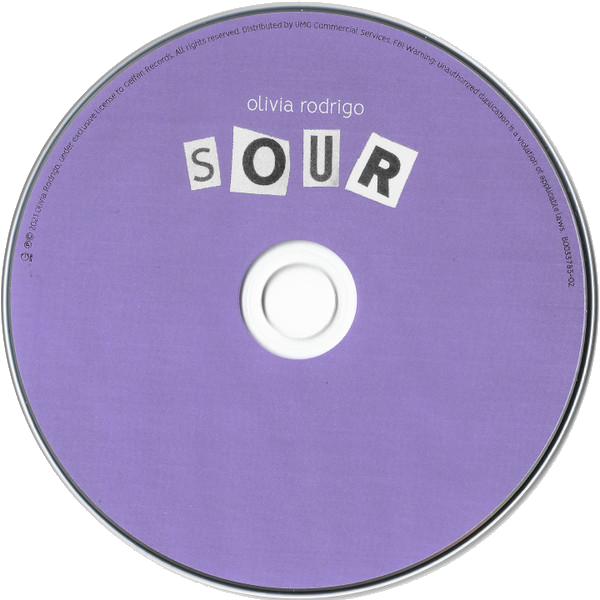
CD del álbum debut de Olivia Rodrigo

El 1 de abril de 2021, Rodrigo anunció en sus redes sociales que su álbum debut, con el título de *O*R, saldría a la venta el 21 de mayo de 2021. Los pedidos anticipados comenzaron al día siguiente. El 13 de abril, Rodrigo adelantó el título del álbum y, posteriormente, reveló que se llamaría Sour y publicó el listado de canciones y la portada el mismo día. Sour fue uno de los lanzamientos musicales más esperados del año. Se lanzó el 21 de mayo de 2021 a través de tiendas, música digital y plataformas de streaming, así como en el sitio web de Rodrigo.

### Portada
La portada estándar de Sour muestra a Rodrigo de pie sobre un fondo púrpura, con una camiseta de tirantes rosa pálido y unos pantalones a cuadros. Tiene la lengua fuera y la cara cubierta de pegatinas de colores. Las de su lengua deletrean el título del álbum. PopSugar observó que Rodrigo también lleva un anillo en la portada, idéntico al que Taylor Swift le había regalado anteriormente. La contraportada también tiene un fondo púrpura, con pegatinas dispersas y la lista de canciones en un globo de color perlado que la mano de Rodrigo está a punto de reventar con un alfiler. En la portada alternativa disponible para las ediciones exclusivas para Target y en vinilo de Sour, el morado vuelve a ser el color dominante, pero las pegatinas no están presentes.

### Sencillos
Sour fue apoyado por cuatro sencillos, los cuales se situaron en el top diez del Billboard Hot 100.
«Drivers License», lanzado el 8 de enero de 2021, es el sencillo principal de Sour y el primero de Rodrigo. Un video musical que acompaña a la canción, dirigido por Matthew Dillon Cohen, se subió al canal de YouTube de Rodrigo simultáneamente con el lanzamiento del sencillo. Batió una serie de récords, incluido el de Spotify por el mayor número de reproducciones en un solo día para una canción no festiva y la mayor primera semana para una canción en Spotify y Amazon Music. Debutó en el primer puesto de la lista Billboard Hot 100 de Estados Unidos y convirtió a Rodrigo en la artista más joven en debutar en ella. Recibió la certificación de doble platino de Recording Industry Association of America. El sencillo también se situó en los primeros puestos de las listas de Reino Unido, Canadá, Australia y muchos otros países.
«Deja Vu» se anunció como segundo sencillo en redes sociales el 29 de marzo de 2021 y se lanzó tres días después junto con su video musical, que fue dirigido por Allie Avital en Malibú. Debutó en el octavo puesto del Hot 100 para después con el lanzamiento del álbum alcanzar el puesto número tres de dicha lista, convirtiendo a Rodrigo en la primera artista de la historia en debutar con sus dos primeros sencillos dentro del top diez de la lista.
El tercer sencillo, «Good 4 U», se anunció el 10 de mayo de 2021 y se publicó el 14 de mayo. Su video musical, dirigido por Petra Collins, presenta a Rodrigo como una animadora vengativa, haciendo referencias a las películas clásicas de culto de los años 2000 The Princess Diaries y Jennifer's Body. La enérgica canción proporcionó a los oyentes «el sabor de un lado diferente» de Sour, apartándose de la emoción más lenta y melancólica de los sencillos precedentes «Drivers License» y «Deja Vu». la canción fue #1 en ventiun países en los que se destacan Estados Unidos, Reino Unido y Australia. También fue Top 10 en veintisiete países.
El 23 de agosto de 2021 la cantante publica en su canal de YouTube el video musical del cuarto sencillo del álbum que lleva por nombre «Brutal».

### Mercadotecnia
Rodrigo realizó la primera actuación de «Drivers License» el 4 de febrero de 2021 en The Tonight Show Starring Jimmy Fallon. Ha expresado su entusiasmo por una posible gira de apoyo al álbum tras la pandemia de COVID-19. En las proyecciones IMAX de «In the Heights» (2021), en el día de la madre, se presentó un adelanto del proceso de creación del álbum. El 12 de mayo de 2021, se publicó un tráiler de Sour en el canal de YouTube de Rodrigo, que mostraba videos de ella misma y Nigro en el estudio y presentaba un fragmento de «Good 4 U», que se publicaría dos días después. Interpretó «Drivers License» y estrenó «Good 4 U» en directo en Saturday Night Live el 15 de mayo de 2021, presentada por el actor estadounidense Keegan-Michael Key. El 16 de mayo de 2021, se puso a disposición un número de teléfono directo «323-622-SOUR», en el que se anunciaba un tema inédito de Sour. En la noche del 20 de mayo de 2021, Rodrigo apareció en la transmisión en vivo de YouTube de la fiesta oficial de estreno de Sour, como un episodio de la serie Released de la plataforma. Reprodujo notas de voz de su teléfono, habló de las canciones, interactuó con los fanáticos e interpretó en exclusiva el tema «Enough for You». Rodrigo concedió entrevistas y apareció en las portadas de las revistas Interview, Elle, The Face, NME, Billboard y Nylon.

### Gira musical

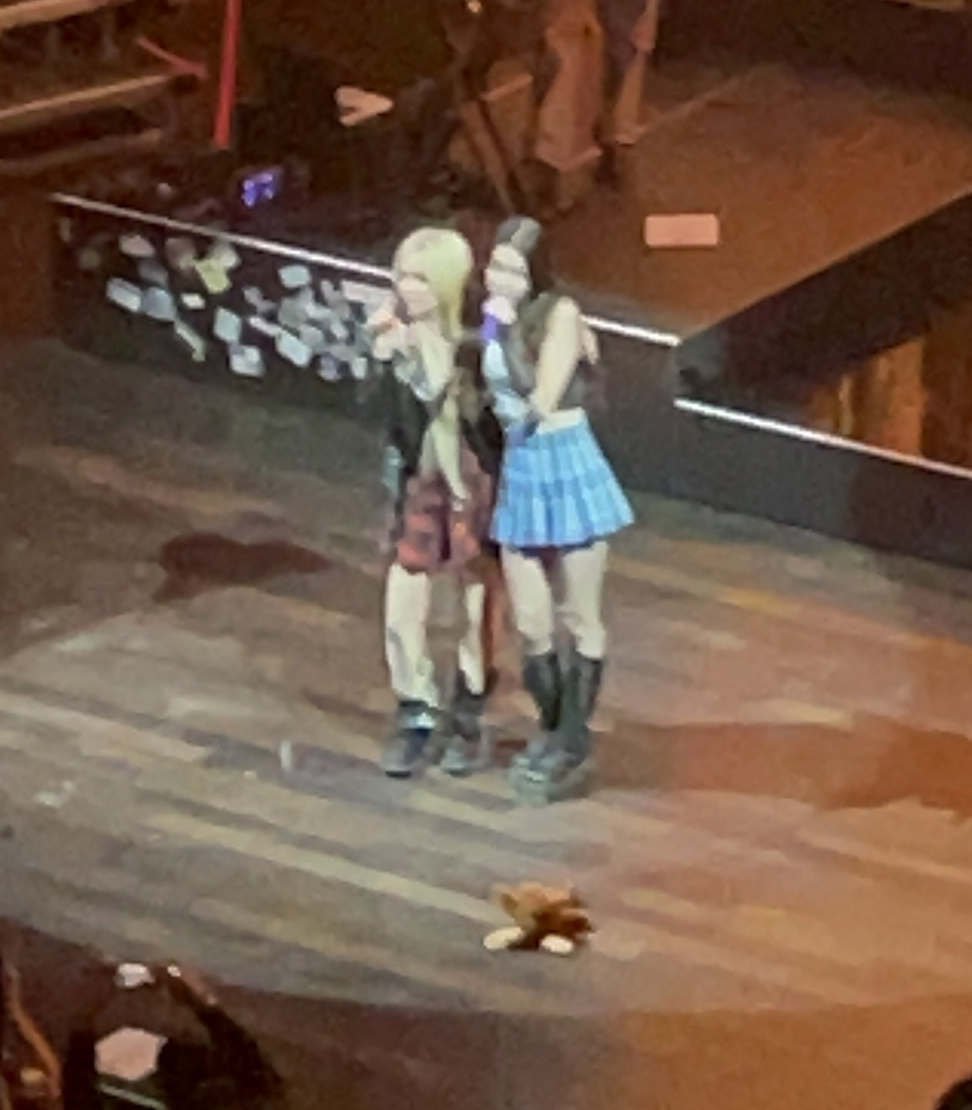
Rodrigo en Massey Hall, Toronto, el 29 de abril de 2022 junto a Avril Lavigne.

Como parte de la promoción de su álbum debut, Rodrigo realizó el «Sour Tour» viajando por América del Norte y Europa, comenzando el 5 de abril de 2022 en Portland y concluyendo en Londres el 7 de julio del mismo año con 49 espectáculos.

### Películas
El 29 de junio de 2021, una película de concierto en vivo titulada «Sour Prom» se transmitió en el canal de YouTube de Rodrigo, en celebración al impacto del álbum. La película contó con canciones interpretadas en diferentes locaciones, entre ellas: "la parte de atrás de una limusina, la pista de baile de la graduación, un cuarto oscuro y acompañada por la banda de música en un campo de fútbol". Rodrigo también condujo el segmento de preguntas y respuestas, en dónde respondió sobre la creación del álbum. Luego realizó varias interpretaciones en vivo de sus temas de Sour, incluidos "Drivers License" y "Good 4 U". La película fue descrita como "la mejor experiencia de baile de graduación alternativo", después de que la propia Rodrigo se graduara recientemente de la escuela secundaria. Fue nominada en los premios Music Video Awards  del Reino Unido de 2021 en la categoría 'Mejor proyecto de video especial'.
El 17 de febrero de 2022, Rodrigo anunció un documental sobre Sour, titulado «Driving Home 2 U (A Sour Film)», que se estrenará en Disney+ el 25 de marzo de 2022. Fue dirigido por Stacey Lee y producido por Interscope Films y Supper Club. Según un comunicado de prensa, la película captura el viaje por carretera de Rodrigo desde Salt Lake City a Los Ángeles, durante el cual comenzó a escribir Sour. La película incluye "nuevos arreglos en vivo de sus canciones, entrevistas íntimas y material nunca antes visto de la realización del álbum".

## Respuesta crítica
Sour fue recibido con aclamación universal por parte de la crítica, con el consenso general declarando que el álbum es un sólido debut que sitúa a Rodrigo como la nueva cara del «pop de la generación Z». En Metacritic, que asigna una puntuación normalizada sobre 100, el álbum recibió una puntuación media, basada en 15 reseñas, de 84, lo que indica «aclamación universal».
Robin Murray, de Clash, elogió a Sour como una declaración pop «valiente», «marcada por la excelencia de principio a fin». Describió sus once canciones como «potenciales sencillos de éxito» y elogió el atrevido lirismo y la contundente ejecución de Rodrigo, considerándola «la nueva icono del pop y una de sus voces más valientes». Tatiana Tenreyro, de The A.V. Club, lo designó como aspirante al mejor álbum de pop de 2021 y destacó que Sour no tiene canciones de relleno. Afirmó que cada una muestra una faceta diferente del arte de Rodrigo, abarcando influencias pero creando «algo fresco». Kate Solomon, escribiendo para The I, calificó Sour de «paquete sorprendentemente logrado» e «impresionante retrato de la adolescencia». La crítica del NME, Rhian Daly, calificó a Rodrigo de artista «multidimensional» que escribe canciones detalladas que «pasan de ser precisamente personales a universalmente relacionables».
Neil McCormick, de The Daily Telegraph, opinó que Sour destaca por su producción moderna, que logra un equilibrio acústico y electrónico, combinando el arte de las canciones tradicionales de Taylor Swift, las armonías de Lorde y las voces susurrantes de Billie Eilish con el descaro de Alanis Morissette y Avril Lavigne. Mikael Wood, de Los Angeles Times, calificó al álbum de «pop impecable de la generación Z», que abarca desde el rock nítido de los años 1990 hasta la balada acústica, y «el álbum pop más consciente de sí mismo de los últimos tiempos». Maura Johnston, de Entertainment Weekly, opinó que la pesadez de Sour se ve superada por la gracia y la autoconciencia de Rodrigo y que esta no intenta ser «la próxima» persona, sino que destila su vida y sus gustos musicales en un prometedor «pop potente y con gancho». La crítica de Rolling Stone, Angie Martoccio, escribió que, más allá de sus ídolos e inspiraciones, Rodrigo forjó «un camino hacia un reino completamente nuevo del pop» en Sour, donde es «sin disculpas y con entusiasmo su propia guía».
Chris Williman, de Variety, calificó a Sour de «ridículamente bueno» y «descaradamente adolescente», algo atípico en la mayoría de los cantantes adolescentes que suelen intentar imitar la música de los adultos. Alabando la visión musical de Rodrigo y la producción de Nigro, Rachel Saywitz, en su crítica para The Line of Best Fit, afirmó que Sour se desvía de los límites de los géneros convencionales para trabajar el amplio gusto de Rodrigo. Jon Caramanica, de The New York Times, lo calificó de «álbum debut matizado y a menudo excepcional» que recorre en tiempo real la evolución de las perspectivas de Rodrigo. La crítica de The Independent, Helen Brown, opinó que Sour convierte la adolescencia del siglo XXI en «canciones cuento» de resonancia universal y admiró la «honestidad desarmante» de Rodrigo, que utiliza insultos a diferencia de las antiguas estrellas adolescentes que «no solían hacerlo hasta estar en el álbum posterior a la ruptura». Añadió que su musicalidad orgánica rompe las «superficies brillantes que hemos llegado a esperar de chicas tan lustrosas».
Olivia Horn, de Pitchfork, lo calificó de «colección ágil y ligeramente caótica de melodías de ruptura llenas de melancolía y picardía», con blasfemias que rompen las reglas morales que limitan a los cantantes de Disney. Sin embargo, afirmó que Rodrigo está «más volcada en el contenido que en el oficio» en algunos momentos, conformándose con rimas sencillas, un fraseo evidente y una calidad de grabación «hágalo usted mismo» que expone las imperfecciones de la voz de Rodrigo. Rachel Aroesti, de The Guardian, dijo que Sour es una «euforia pop» pulida que procesa la ira, los celos y el desconcierto y «se dobla como uno de los álbumes de ruptura más gratificantemente indignos que se han hecho», pero, sin embargo, la mayor parte sigue del estilo de «Drivers License», lo que resulta en un disco encantador y reflexivo pero poco aventurero. En palabras de Chris DeVille, de Stereogum, las letras de Rodrigo «pueden resultar desesperadas e inmaduras», mientras que el ritmo del álbum puede resultar «agotador» en ocasiones, pero Sour funciona aprovechando sus inconvenientes. Jenessa Williams, de DIY, considera que el álbum es «un viaje juvenil a través de la angustia del desamor» que solo se debilita cuando «juega demasiado a lo seguro» y que Rodrigo «se eleva de verdad» cuando es fuerte, en lugar de victimizarse en la «amargura».

## Lista de canciones
Créditos adaptados de las notas del álbum físico de Sour.
| N.º   | Título                         | Escritor(es)                                                | Productor(es)                   | Duración |  |
| 1.    | «Brutal»                       | Olivia Rodrigo Dan Nigro                                    | Nigro                           | 2:23     |  |
| 2.    | «Traitor»                      | Olivia Rodrigo Nigro                                        | Nigro                           | 3:49     |  |
| 3.    | «Drivers License»              | Olivia Rodrigo Nigro                                        | Nigro                           | 4:02     |  |
| 4.    | «1 Step Forward, 3 Steps Back» | Olivia Rodrigo Taylor Swift Jack Antonoff                   | Nigro Rodrigo [ nota 1 ]        | 2:43     |  |
| 5.    | «Deja Vu»                      | Olivia Rodrigo Nigro Taylor Swift St. Vincent Jack Antonoff | Nigro                           | 3:35     |  |
| 6.    | «Good 4 U»                     | Olivia Rodrigo Nigro Hayley Williams Joshua Neil Farro      | Nigro Alexander 23 [ nota 1 ]   | 2:58     |  |
| 7.    | «Enough For You»               | Olivia Rodrigo                                              | Nigro Olivia Rodrigo [ nota 1 ] | 3:22     |  |
| 8.    | «Happier»                      | Olivia Rodrigo                                              | Nigro                           | 2:55     |  |
| 9.    | «Jealousy, Jealousy»           | Olivia Rodrigo Nigro Casey Smith                            | Nigro Jam City [ nota 2 ]       | 2:53     |  |
| 10.   | «Favorite Crime»               | Olivia Rodrigo Nigro                                        | Nigro                           | 2:32     |  |
| 11.   | «Hope Ur Ok»                   | Olivia Rodrigo Nigro                                        | Nigro                           | 3:29     |  |
| 34:41 |                                |                                                             |                                 |          |  |

Notas
1. 1 2 3  Sirviendo como coproductor.
2. ↑  Sirviendo como productor adicional.

- Todos los títulos están estilizados en minúsculas.
- «1 Step Forward, 3 Steps Back» interpola «New Year's Day» (2017), escrita por Taylor Swift y Jack Antonoff.[28]
- Rodrigo otorgó créditos de escritura a Taylor Swift, Jack Antonoff y St. Vincent por la similitud de Deja Vu con Cruel Summer
- Después de un acuerdo legal, se otorgó créditos a Hayley Williams y Josh Farro del grupo Paramore, pues Good 4 U utiliza notas similares a Misery Business.

## Personal
Créditos adaptados de las notas de Sour.
- Olivia Rodrigo – composición (todas las canciones), voz (todas las canciones), coros (todas las canciones), coproducción (4, 7), piano (4), guitarra acústica (7), arreglo vocal (10)
- Daniel Nigro – composición (1–3, 5–6, 9–11), producción (todas las canciones), grabación (todas las canciones), guitarra eléctrica (1–2, 5–6), guitarra acústica (1–2, 5–7, 10), programación de tambores (1–3, 5–6, 8–9, 11), sintetizador (1, 3, 6, 8–9), coros (1–3, 5–6, 8–9, 11), piano (2–3, 8–9), Juno 60 (2, 5, 7, 10), órgano B3 (2), bajo (3–10), percusión (3, 5), órgano (4, 11), Wurlitzer (5), guitarra (8–9), arreglo vocal (10), mezcla (11)
- Erick Serna – bajo (1), guitarra eléctrica (1)
- Ryan Linvill – Wurlitzer (1), programación de tambores adicional (1), programación de tambores (2), sintetizador (2), bajo eléctrico (2, 11), flauta (5), saxofón (5, 10), asistente de ingeniería (6, 10), ingeniería (7), programación adicional (8), guitarra acústica (11)
- Paul Cartwright – violín (1, 8), viola (1, 8)
- Dan Viafore – asistente de ingeniería (3–5, 8–9, 11)
- Taylor Swift – composición (4-5)
- Jack Antonoff – composición (4-5)
- Jam City – órgano (5), guitarra (5), producción adicional (9), programación de tambores (9), sintetizador (9)
- Sterling Laws – grabación de tambores (5, 9)
- Chis Kaych – ingeniería de tambores (5, 9)
- Jasmine Chen – ingeniería de tambores (5, 9)
- Alexander 23 – coproducción (6), guitarra eléctrica (6), bajo (6), programación de tambores (6), coros (6)
- Kathleen – coros (8), arreglo vocal (10)
- Casey Smith – composición (9)
- Sam Stewart – guitarras (11)
- Mitch McCarthy – mezcla (1–10)
- Randy Merrill – masterización (todas las canciones)

## Posicionamiento en listas
| Listas (2021-2023)                  | Mejor posición |
| ----------------------------------- | -------------- |
| Argentina (CAPIF)                   | 1              |
| Alemania (Offizielle Top 100)       | 7              |
| Australia (ARIA)                    | 1              |
| Austria (Ö3 Austria)                | 2              |
| Bélgica (Ultratop flamenca)         | 2              |
| Bélgica (Ultratop valona)           | 3              |
| Canadá Álbumes (Billboard)          | 1              |
| Dinamarca (Hitlisten)               | 1              |
| Escocia (Scottish Albums Chart)     | 1              |
| Eslovaquia (ČNS IFPI)               | 3              |
| España (PROMUSICAE)                 | 1              |
| Estados Unidos (Billboard 200)      | 1              |
| Finlandia (Suomen virallinen lista) | 3              |
| Francia (SNEP)                      | 8              |
| Irlanda (OCC)                       | 1              |
| Italia (FIMI)                       | 12             |
| Japón Hot (Billboard Japan)         | 22             |
| Japón (Oricon)                      | 15             |
| Lituania (AGATA)                    | 4              |
| Nueva Zelanda (Recorded Music NZ)   | 1              |
| Noruega (VG-lista)                  | 1              |
| Países Bajos (Album Top 100)        | 1              |
| Polonia (ZPAV)                      | 4              |
| Portugal (AFP)                      | 1              |
| República Checa (ČNS IFPI)          | 1              |
| Suecia (Sverigetopplistan)          | 1              |
| Suiza (Schweizer Hitparade)         | 3              |
| Reino Unido (UK Albums Chart)       | 1              |

## Historial de lanzamiento
| Región | Fecha                | Formato(s)                                              | Discográfica          | Ref.            |
| ------ | -------------------- | ------------------------------------------------------- | --------------------- | --------------- |
| Varios | 21 de mayo de 2021   | Caja recopilatoria casete CD descarga digital streaming | Geffen                | [ 102 ] [ 103 ] |
| Japón  | 2 de junio de 2021   | CD                                                      | Universal Music Japan | [ 104 ] [ 105 ] |
| Varios | 20 de agosto de 2021 | Vinilo                                                  | Geffen                | [ 106 ]         |